# Aimee Garcia

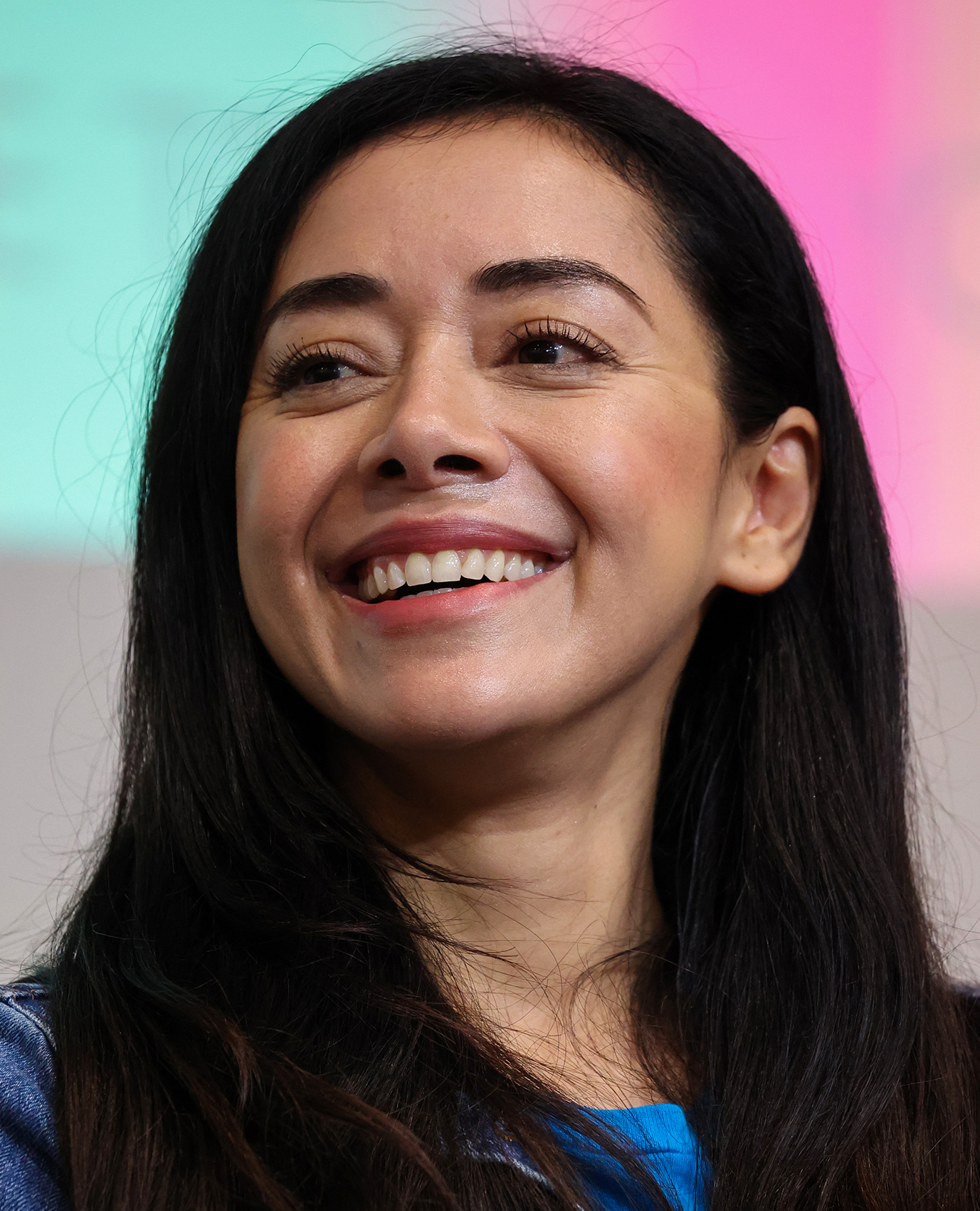
Aimee Garcia (2024)

Aimee Garcia (* 28. November 1978 in Chicago, Illinois) ist eine US-amerikanische Schauspielerin.

## Leben
Garcia hat mexikanische und puerto-ricanische Vorfahren. Sie schloss ein Studium des Journalismus und der Anglistik an der Northwestern University ab. Ihren Durchbruch hatte sie im Jahre 2002 in der Komödie Soldat Kelly, in der sie an der Seite von Hilary Duff und Christy Carlson Romano auftrat. In den Jahren 2003 und 2004 spielte sie neben Anthony Anderson in der Serie Alles über die Andersons eine der Hauptrollen.
Im Jahr 2006 spielte sie in vier Episoden der Serie Die George Lopez Show die Rolle der bösen Nichte von George Lopez. Auf Grund der Berühmtheit der Person wurde sie in die letzte Staffel aufgenommen und ersetzte dort die Rolle von Masiela Lusha. Für diese Rolle wurde sie im Jahr 2007 für den ALMA Award und für den Imagen Award nominiert. In der Komödie Major Movie Star (2008) spielte sie neben Keiko Agena, Katie Chonacas, Vivica A. Fox, Steve Guttenberg und Jessica Simpson.
Von 2009 bis 2010 war sie in der Hauptrolle der Marisa Benez in der US-amerikanischen Fernsehserie Trauma zu sehen. In der Serie Lucifer spielte sie von 2016 bis 2021 die Ella Lopez, eine Polizeibeamtin bei der Spurensicherung.

## Filmografie (Auswahl)
- 2002: Angel – Jäger der Finsternis (Angel, Fernsehserie, Folge 3x11)
- 2002: Soldat Kelly (Cadet Kelly)
- 2003–2004: Alles über die Andersons (All About the Andersons, Fernsehserie, 16 Folgen)
- 2005: Dirty
- 2005: So was wie Liebe (A Lot Like Love)
- 2006: Alibi – Ihr kleines schmutziges Geheimnis ist bei uns sicher (The Alibi)
- 2006: Mercy Street
- 2006–2007: Die George Lopez Show (George Lopez, Fernsehserie, 20 Folgen)
- 2007: 7eventy 5ive
- 2007: Dragon Wars
- 2007: Graduation
- 2008: Supernatural (Fernsehserie, Folge 3x12)
- 2008: Universal Signs
- 2008: Major Movie Star (Private Valentine: Blonde & Dangerous)
- 2008: CSI Miami Staffel (Fernsehserie, Folge 7x2)
- 2008: Bones – Die Knochenjägerin (Bones, Fernsehserie, Folge 4x19)
- 2009: Gary Unmarried (Fernsehserie, Folge 1x14)
- 2009: B-Girl
- 2009–2010: Trauma (Fernsehserie, 20 Folgen)
- 2011: Convincing Clooney
- 2011: Off the Map (Fernsehserie, 5 Folgen)
- 2011: Go For It!
- 2011: Hawaii Five-0 (Fernsehserie, Folge 2x11)
- 2012–2013: Motorcity (Fernsehserie, 3 Folgen, Stimme)
- 2012–2013: Vegas (Fernsehserie, 13 Folgen)
- 2011–2013: Dexter (Fernsehserie, 34 Folgen)
- 2014: RoboCop
- 2014: About a Boy (Fernsehserie, Folge 2x05)
- 2015: Impastor (Fernsehserie, 2 Folgen)
- 2016: After the Reality
- 2016: Rush Hour (Fernsehserie, 13 Folgen)
- 2016: Sister Cities
- 2016–2021: Lucifer (Fernsehserie, 78 Folgen)
- 2018: What They Had
- 2018: Ein Funken Gerechtigkeit (Saint Judy)
- 2018: El Chicano
- 2021: Holiday in Santa Fe (Fernsehfilm)
- 2021: Marvel’s M.O.D.O.K. (Fernsehserie, 9 Folgen, Stimme)
- 2021–2023: Dragons: The Nine Realms (Fernsehserie, 39 Folgen, Stimme)
- 2022: Mord in Yellowstone City (Murder at Yellowstone City)
- 2022: Woke (Fernsehserie, 7 Folgen)
- 2022: Christmas With You (Netflix)
- 2023: The Cases of Mystery Lane (Fernsehfilm)
- 2024: The Cases of Mystery Lane – Death Is Listening (Fernsehfilm)